# Elise Hampel

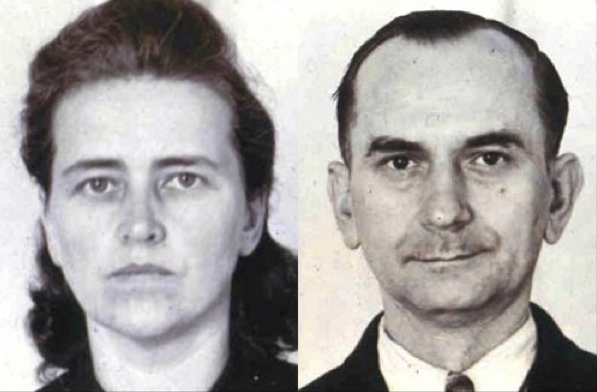
Elise und Otto Hampel (1942)

Elise Hampel, geb. Lemme (* 27. Oktober 1903 in Bismark (Altmark); † 8. April 1943 in Berlin-Plötzensee) war eine deutsche Widerstandskämpferin gegen den Nationalsozialismus. Sie war seit 23. Januar 1937 mit dem Widerstandskämpfer Otto Hermann Hampel verheiratet.

## Leben
Nach dem Besuch der Volksschule arbeitete sie als Haushaltshilfe. Ab 1936 bis zum 1. September 1940 wirkte sie aktiv als Zellenleiterin in der NS-Frauenschaft mit. Im Januar 1937 heiratet sie Otto Hampel, die Ehe blieb kinderlos. Nachdem ihr Bruder Kurt während des Westfeldzugs gegen Frankreich gefallen war, wurde das Ehepaar zu Gegnern des NS-Regimes. Zwischen September 1940 und September 1942 verfassten sie Postkarten und etwa 200 Handzettel, in denen in den Berliner Gebieten Wedding, Schlesisches Tor, Nollendorfplatz und Charlottenburg zum Widerstand gegen den Faschismus und zur Behinderung der Kriegsplanungen aufgerufen wurde. Trotz Ermittlungen dauerte es zwei Jahre, bis die Urheber auf Grund einer Denunziation gefasst wurden.
Nachdem sie durch Gertrude Waschke beobachtet und verraten worden waren, wurden sie am 20. Oktober 1942 verhaftet. Am 22. Januar 1943 wurden sie vom 2. Senat des Volksgerichtshofes wegen „Zersetzung der Wehrkraft“ und „Vorbereitung zum Hochverrat“ zum Tod verurteilt und am 8. April 1943 in Plötzensee hingerichtet.

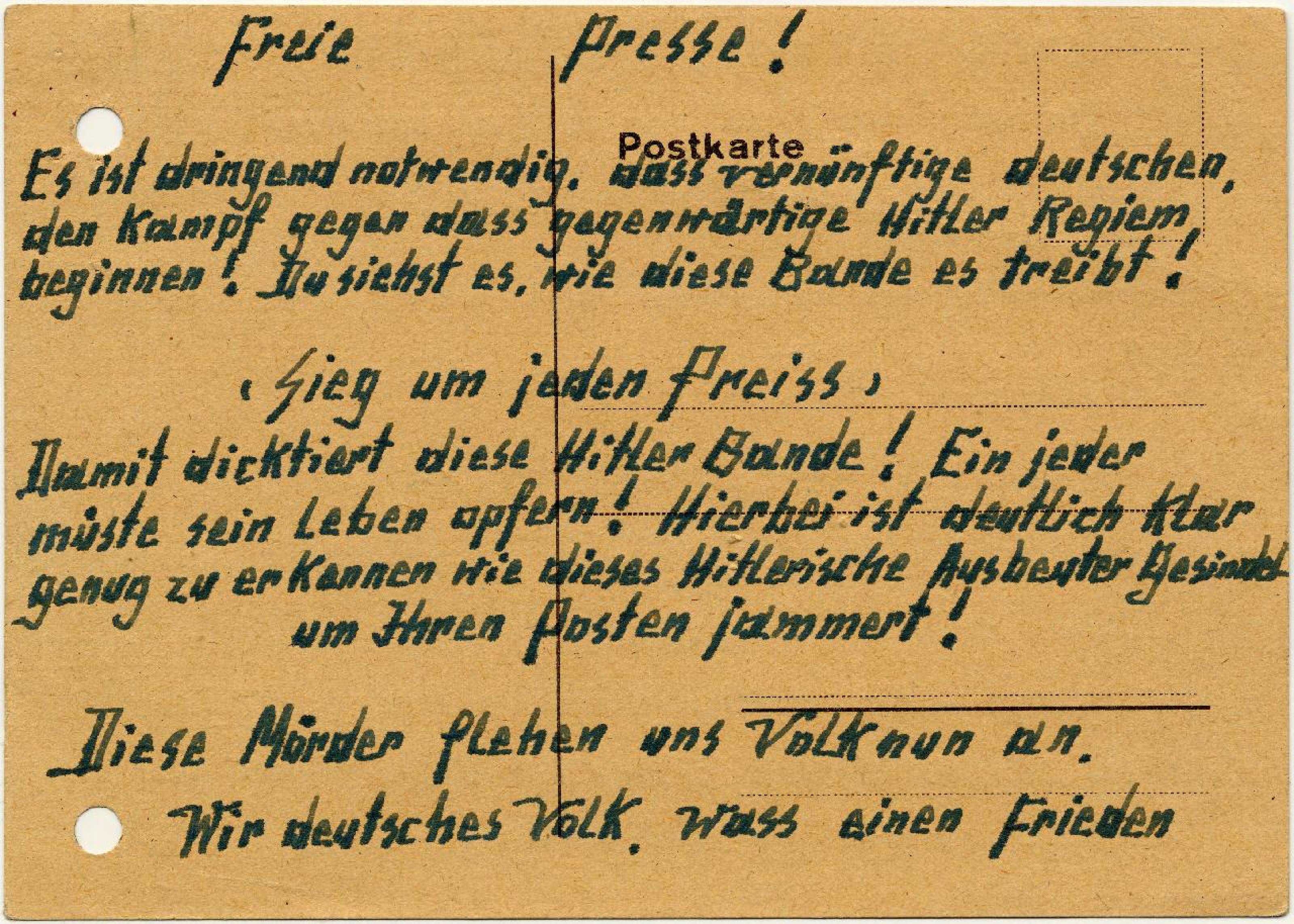
Postkarte
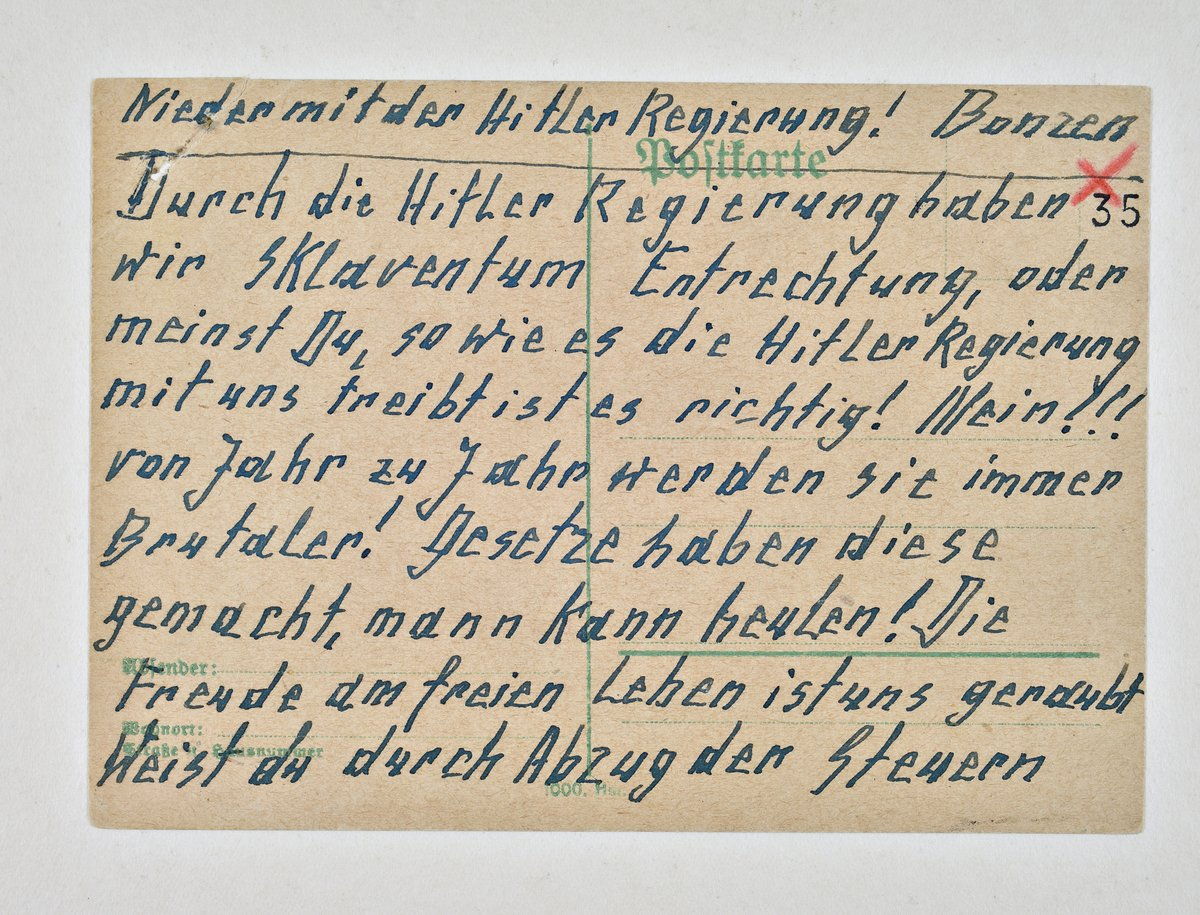
Postkarte

## Gedenken
Das Schicksal des Ehepaars Hampel wurde 1946 zum Vorbild für Hans Falladas Roman Jeder stirbt für sich allein. Die Geschehnisse des Romans folgen in groben Zügen den von Fallada recherchierten Prozessakten, die er von Johannes R. Becher zu diesem Zweck erhalten hatte.
Am Nachkriegsbau Amsterdamer Straße 10 im Berliner Ortsteil Wedding wurde am 8. April 1989 zur Erinnerung die abgebildete Gedenktafel für das Ehepaar angebracht; das ursprüngliche Wohnhaus der Hampels war durch eine Fliegerbombe zerstört worden.
Im April 2018 wurde der Abschnitt der Limburger Straße zwischen Genter Straße und Müllerstraße, der als Fußgängerweg an der Rathauskantine vorbeiführt, nach  Elise und Otto Hampel benannt. Am 21. Juli 2018 wurde auf dem Vorplatz des Rathauses Wedding eine Gedenkstele für das Ehepaar eingeweiht.

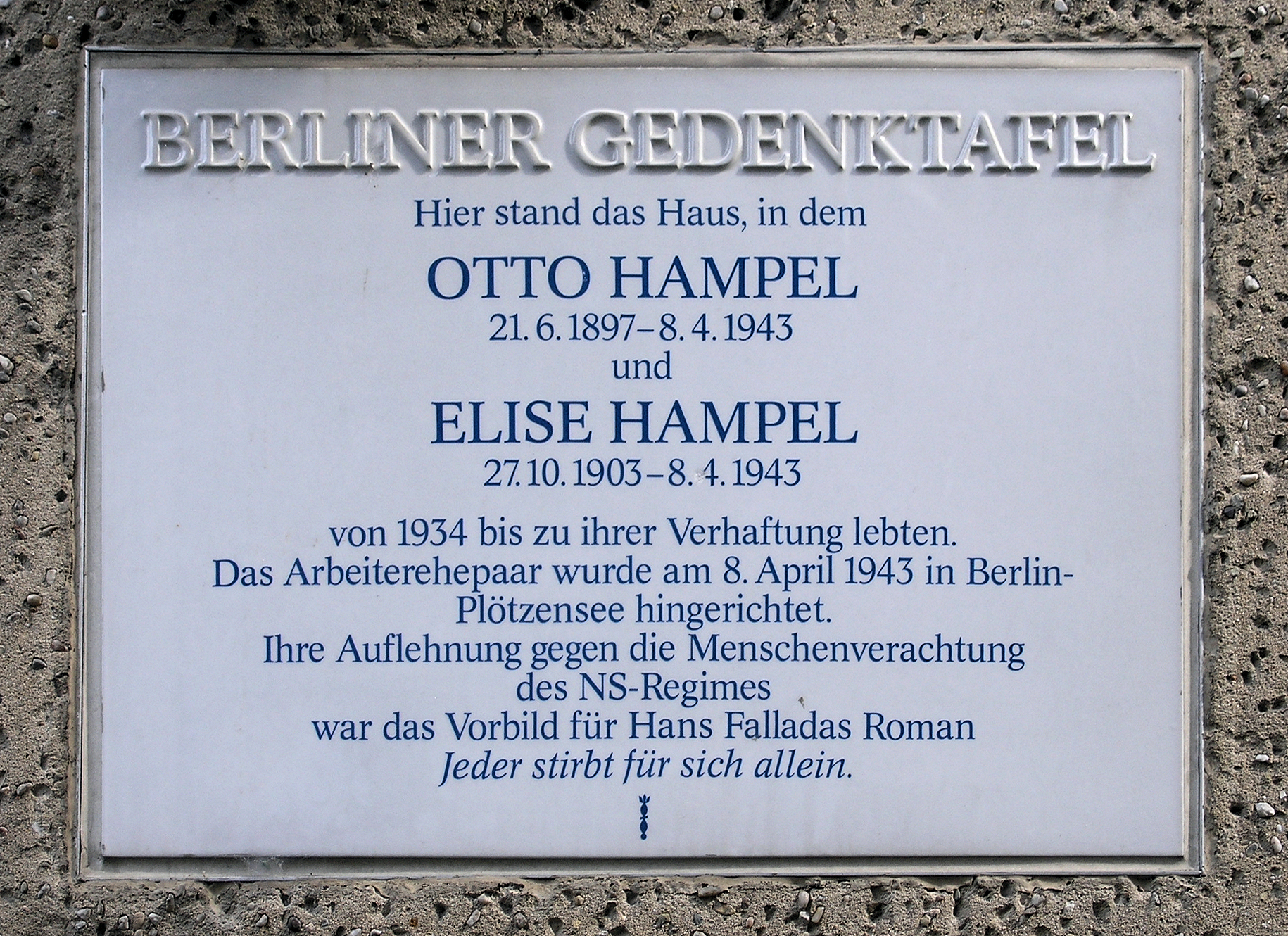
Berliner Gedenktafel am Haus Amsterdamer Straße 10 in Berlin-Wedding
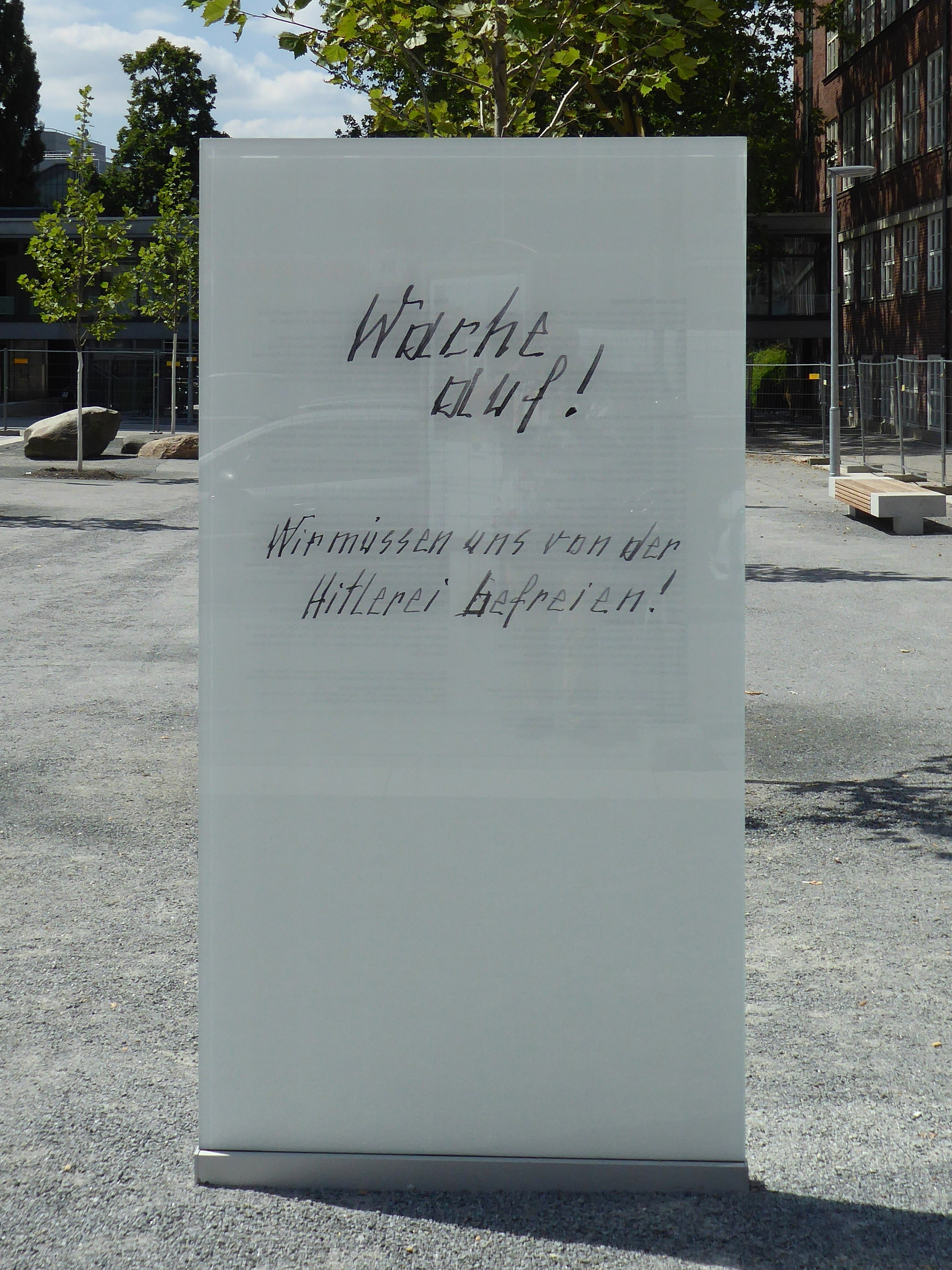
Gedenkstele am Rathaus Wedding von Ingeborg Lockemann
Titel auf dem Buchcover